# Šurany
Šurany (till 1927 slovakiska Veľké Šurany, ungerska Nagysurány, tyska Schuran) är en stad i regionen Nitra i sydvästra Slovakien. Šurany, som för första gången nämns i ett dokument från 1183, hade 10 080 invånare år 2013. Šurany består av stadsdelarna Centrum, Nitriansky Hrádok, Kostolný Sek, Nový Svet, Kopec och Sídlisko MDŽ.